# Croton bangii
Espèce
Classification APG II (2003)
Croton bangii est une espèce de plantes à fleurs du genre Croton et de la famille des Euphorbiaceae, présente en Bolivie.